# Kirschensoog
Koordinaten: 52° 1′ 15,2″ N, 10° 16′ 32,6″ O
Der Kirschensoog ist eine periodische Karstquelle im Harzvorland in Niedersachsen.

## Lage
Der Kirschensoog befindet sich zwischen Alt Wallmoden und Neuwallmoden in unmittelbarer Nähe des Flusslaufes der Neile, einem Zufluss der Innerste.

## Daten

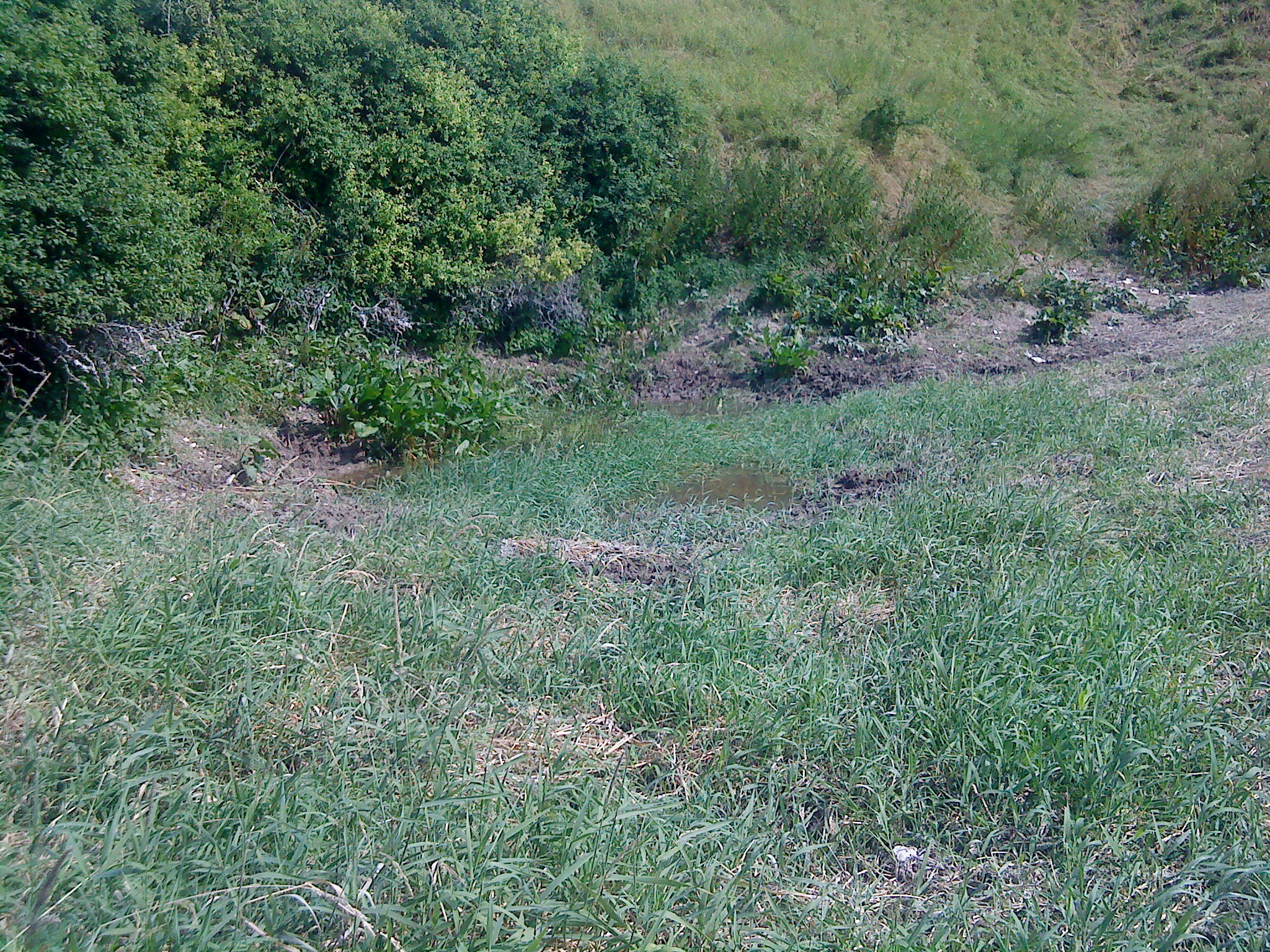
Die Wasseraustrittsstelle (versiegt)

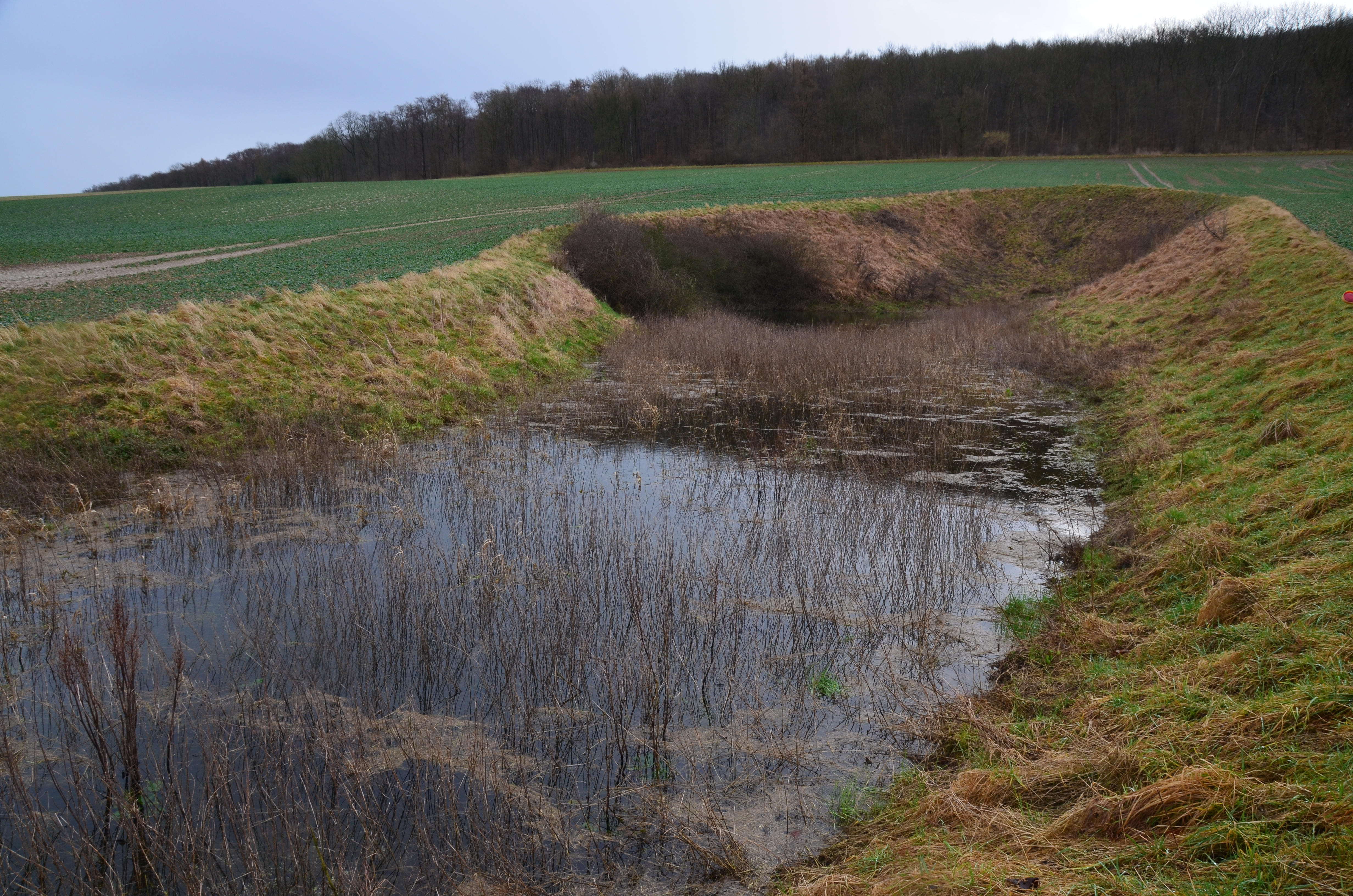
Der Kirschensoog während der Schneeschmelze

Die Austrittsstelle des Kirschensoogs liegt in einer etwa 4 bis 5 Meter tiefen und ca. 35 Meter breiten Geländevertiefung. Die durchschnittliche Schüttung der Quelle liegt bei 220 Liter pro Sekunde. Der Kirschensoog liegt die meiste Zeit des Jahres trocken und führt nur nach ergiebigen Sommergewittern und nach der Schneeschmelze Wasser. Die Art Quelle wird auch als Hungerbrunnen bezeichnet. Sie wurde 1988 vom Geographischen Institut der Universität Göttingen untersucht. Bei Messungen konnte ein plötzlicher, sehr starker Anstieg der Schüttung von 22,1 l/s auf 416,0 l/s festgestellt werden. Der höchste Abfluss während des gesamten Untersuchungszeitraumes betrug 963,3 Liter pro Sekunde und erfolgte nach der Schneeschmelze.

## Geologie
Nach starken Unwettern kann eine Trübung des Wassers im Wasserwerk Alt Wallmoden festgestellt werden. Etwa fünf Stunden zeitverzögert erfolgt ein Anstieg der Schüttung im Kirschensoog. Dabei handelt es sich um eine Druckwelle, ausgelöst durch große Mengen neuer Zuflüsse im Karstsystem (Langelsheim-Baddeckenstedter Gerinne), die dem Wasser im höhlenartig erweiterten Gerinnesystem vorauseilt und so zu einer Zunahme der Schüttung führte. Der Kirschensoog stellt also ein „offenes Fenster“ des Karstgerinnes zur Erdoberfläche dar und wirkt so als Überdruckventil. Während der größten Schüttungsereignisse konnte festgestellt werden, dass ab einer Schüttung des Kirschensoogs über 700 Liter pro Sekunde, Wasser aus einer Quellreihe unmittelbar neben der Neile auf einem Acker austritt. Dieses Wasser entstammte eindeutig dem Karstgerinne, wie durch chemische Analysen gezeigt werden konnte.